# Popis vladara Sicilije i Napuljskog Kraljevstva
Popis vladara Napuljskog i Sicilijskog Kraljevstva:

## Grofovi Sicilije
Nakon normanskog osvajanja Sicilije, Robert Guiscard postaje vojvoda Apulije 1059. Robert Guiscard tj. Lukavi predaje grofoviju Siciliju svom bratu Rogeru.

### Dinastija Hauteville(1071. – 1130.)
- 1071. – 1101. Roger I.
- 1101. – 1105. Šimun
- 1105. – 1130. Roger II.

## Kraljevi Sicilije
Roger II. Siciliski je postao kralj 1130. Postavio ga je protupapa Anaklet II. 1130., a priznao ga je papa Inocent II. 1139. Tada je Kraljevina Sicilija obuhvaćalo pored Sicilije i jug Italije.

### Dinastija Hauteville(1130. – 1198.)
- 1130. – 1154. Roger II.
- 1154. – 1166. Vilim I. Loši
- 1166. – 1189. Vilim II. Dobri
- 1189. – 1194. Tankred
  - 1193. – 1194. Roger III., suvladar
- 1194. Vilim III.
- 1194. – 1198. Konstanca

Konstanca Sicilska se udala za Henrika VI., pa je on polagao pravo na sicilski tron.

### DinastijaHohenstaufen(1194. – 1266.)
- 1194. – 1197. Henrik I.
- 1198. – 1250. Fridrik I.
  - 1212. – 1217. Henrik II.
- 1250. – 1254. Konrad
- 1254. – 1258./1268. Konradin
- 1258. – 1266. Manfred

## Karlo Anžuvinac
- 1266. – 1282. Karlo I. Anžuvinac -kralj Sicilije, a od 1282. do 1285. samo kralj Napuljske kraljevine

## Napuljsko Kraljevstvo
Poslije 1282. Kraljevstvo Sicilija je podijeljeno na dva kraljevstva: Kraljevstvo Sicilije i Napuljsko Kraljevstvo. Karlo Anžuvinac je zauzeo Siciliju 1266., a izgubio 1282. Otada je samo kralj Napuljskog Kraljevstva.

### Anžuvinski kraljevi Napulja

#### Capet-Anjou
- 1282. – 1285. Karlo I. Anžuvinac (kralj Sicilije s Napuljem do 1282., a od 1282. samo Napuljske kraljevine)
- 1285. – 1309. Karlo II. Hromi
- 1309. – 1343. Robert Mudri
- 1343. – 1382. Ivana I. Napuljska

Ivana Napuljska je umrla bez izravnih nasljednika, pa je postojao spor oko toga tko je kralj.
| Drač - 1382. – 1386. Karlo III. Napuljski - 1386. – 1414. Ladislav Napuljski - 1414. – 1435. Ivana II. Napuljska | Valois-Anjou - 1382. – 1384. Luj I. Anžuvinac - 1384. – 1417. Luj II. Anžuvinac - 1417. – 1426. Luj III. Anžuvinac (umro 1434.) |

Ivana II. Napuljska je priznala Luja II. Anžujskog i njegova sina Renata kao nasljednika. Time je bio riješen spor između dvije kuće i Renato postaje novi kralj.
- 1435. – 1442. Renato Anžuvinac (umro 1480.).

Reneovo polaganje prava nasljeđuje njegov nećak Karlo IV. Anžuvinac, koji umire 1481. godine, pa francuski kraljevi polažu pravo sve do 1559. Renea je svrgnuo aragonski kralj Alfons I. 1442., koji ujedinjava dva kraljevstva, Kraljevstvo Sicilije i Napuljsko kraljevstvo.

### Aragonski kraljevi Sicilije (1282. – 1409.)
Petar III. Aragonski je osvojio Siciliju 1282. i postao je kralj samo Sicilije kao Petar I., a Napuljskom kraljevinom su vladali Anžuvinci.
- 1282. – 1285. Petar I.
- 1285. – 1295. Jakov I.
- 1296. – 1336. Fridrik III. Sicilijanski
- 1337. – 1342. Petar II. Sicilijanski
- 1342. – 1355. Luj Sicilijanski
- 1355. – 1377. Fridrik III. Prosti
- 1377. – 1401. Marija Sicilijanska
- 1395. – 1409. Martin I.
- 1409. – 1410. Martin II.

Kraljevstvom Sicilije vlada Španjolska (1409. – 1713.), Savoja (1713. – 1720.) i Austrija (1720. – 1735.)

### Aragonski kraljevi Napuljske kraljevine i kraljevstva Sicilije (1442. – 1500.)
- 1442. – 1458. Alfons I.
- 1458. – 1494. Ferdinand I. Napuljski
- 1494. – 1495. Alfons II. Napuljski
- 1495. – 1496. Ferdinand II. Napuljski
- 1496. – 1500. Fridrik IV. Napuljski -u Francuskoj od 1500. do 1504.
- 1504. – 1516. Ferdinand III.

Napuljskim kraljevstvom vlada Španjolska (1516. – 1707.) i Austrija (1707-1735.). Filip II. je vladao od 1554., dvije godine prije nego što je postao kralj Španjolske.

## Burbonski kraljevi Napulja i Sicilije (1735. – 1806.)
- Karlo III. 1735. – 1759.
- Ferdinand I. 1759. – 1806. (nastavio vladati Sicilijom do 1815., pa je ponovo vladao i Napuljem)
  - Marija Karolina Austrijska bila je de facto vladar 1768. – 1812.

## Bonaparteovo Napuljsko kraljevstvo 1806. – 1815.
- Joseph Bonaparte 1806. – 1808.
- Joakim Murat 1808. – 1815.

## Kraljevi Obiju Sicilija (1815. – 1860.)
- Ferdinand I. 1815. – 1825.
- Franjo I. 1825. – 1830.
- Ferdinand II. 1830. – 1859.
- Franjo II. 1859. – 1860.